# Operation Brushwood
Franz. Marokko: Operation Blackstone – Operation Brushwood – Operation Goalpost
Algerien: Operation Reservist – Operation Terminal
Die Operation Brushwood war eine ausschließlich von amerikanischen Truppen und Marinestreitkräften in Marokko durchgeführte Teiloperation des Unternehmens Torch, der Invasion der Westalliierten in Französisch-Nordafrika während des Zweiten Weltkrieges. Ziel der Operation war die Einnahme des etwa 25 Kilometer nordöstlich von Casablanca liegenden und von vichy-französischen Truppen verteidigten Hafens von Fedala, von welchem aus dann nachfolgend der entscheidende Vorstoß gegen Casablanca geführt werden sollte.
Flankierend fanden zudem beinahe gleichzeitig Anlandungen bei Safi (Operation Blackstone) und Mehedia-Port Lyautey (Operation Goalpost) statt. Die Masse der nur aus amerikanischen Einheiten bestehenden sogenannten Western Task Force kam wegen der Konzentration der Kräfte gegen Casablanca bei Fedala zum Einsatz. Der Hafen war vor allem wegen seiner günstigen Anlandemöglichkeiten als eines der Hauptziele ausgewählt worden.

## Die amerikanischen Streitkräfte
Die bei Fedala eingesetzten Landungstruppen zählten insgesamt 19.364 Soldaten, darunter drei Regimenter der 3. US-Infanteriedivision, zwei Bataillone und ein Regiment der 2. US-Panzerdivision, drei Bataillone Panzerjäger (tank destroyers), das unabhängig operierende 756. US-Panzerbataillon und Teile des 36. US-Pionier-Regiments. Insgesamt verfügte die Invasionsstreitmacht über etwa 80 Panzer, zum überwiegenden Teil leichtere M3 Stuart, und rund 1.630 sonstige Fahrzeuge, wobei alleine etwa 1.300 Fahrzeuge den drei Regimentern der 3. US-Infanteriedivision zugeteilt waren. Die Panzerjäger-Einheiten waren weitgehend mit M3-Halbkettenfahrzeugen mit behelfsmäßig aufmontierten 75-mm-Feldgeschützen M1897A5 sowie mit Dodge M6 GMC mit ebenfalls behelfsmäßig montierten 37-mm-Panzerabwehrkanonen des Typs M3 ausgerüstet. Die Heeresverbände standen unter dem Kommando von Major General George S. Patton

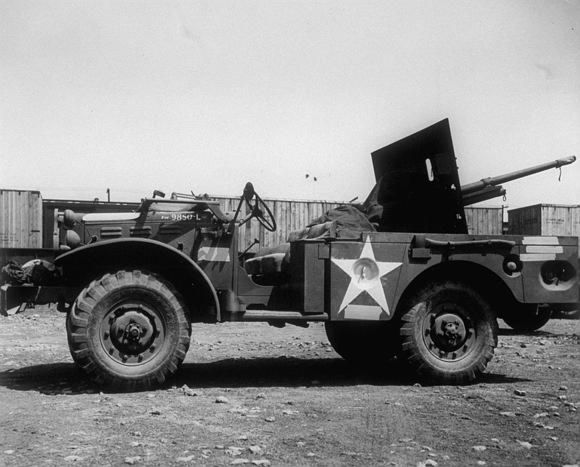
Amerikanischer M6 GMC mit aufmontiertem 37-mm-Panzerabwehrgeschütz M3.

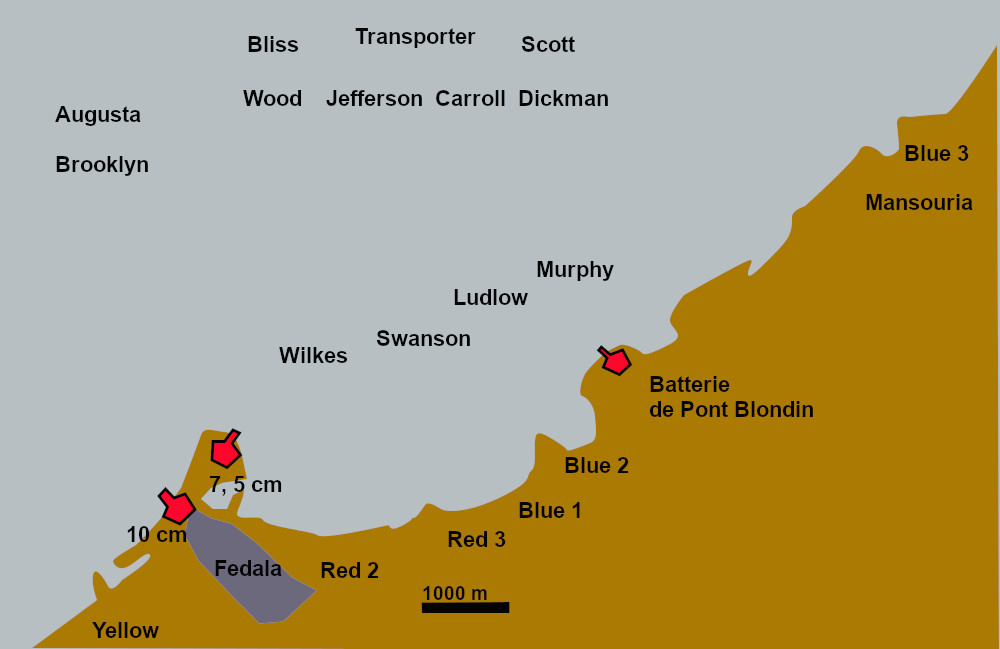
Übersicht über die Angriffspositionen der alliierten Schiffe vor Fedala.

Die Seestreitkräfte der bei Fedala eingesetzten Task Group (TG) 34.9 (Center Attack Group) bestanden aus dem Schweren Kreuzer Augusta, dem Leichten Kreuzer Brooklyn sowie den Zerstörern Rowan (DD-405), Wilkes (DD-441), Swanson (DD-443) und Ludlow (DD-438). Die weiteren Zerstörer der Destroyer Squadron 13 (DesRon 13) – Woolsey (DD-437), Edison (DD-439), Bristol (DD-453), Boyle (DD 600), Murphy (DD-603), Tillman (DD-641), Hogan (DD-178), Palmer (DD-161), Stansburg (DD-180) und Hambleton (DD-455/DMS-20) – sowie der Minenleger Miantonomah (CMc-5) und der Minensucher Auk (AM-57) bildeten den U-Boot-Schutzschirm und fuhren Minensicherung. Die Transportflotte setzte sich aus den Truppentransportschiffen Leonard Wood (AP-25), Ancon (AP-66), Arcturus (AK-18), William P. Biddle (AP-15), Tasker H. Bliss (AP-42), Charles Caroll (AP-58), Joseph T. Dickman (AP-26), Joseph Hewes (AP-50), Thomas Jefferson (AP-60), Oberon (AK-56), Procyon (AK-19), Edward Rutledge (AP-52), Hugh L. Scott (AP-13), Elizabeth C. Stanton (AP-69) und Thurston (AP-77) zusammen. Zu diesen 15 großen Truppentransportschiffen kamen noch 57 mittlere und kleinere Transporter sowie 347 Landungsboote (an Bord der Schiffe).
Die Luftsicherung wurde von dem Flugzeugträger Ranger und dem Geleitflugzeugträger Suwannee gestellt (die von weiteren fünf Zerstörern gesichert und von zwei U-Booten und einem Tanker begleitet wurden). Befehlshaber der Landungsflotte der Center Attack Group vor Fedala war Captain Robert R. M. Emmet an Bord des großen Transporters Leonard Wood, er unterstand dabei dem Oberkommandierenden der Western Naval Task Force (Task Force 34), Rear Admiral H. Kent Hewitt.
An Bord der beiden Flugzeugträger befanden sich insgesamt etwa 110 Flugzeuge, darunter 45 Jagdflugzeuge des Typs Grumman F4F und 35 Torpedobomber und leichte Bomber TBF Avenger. 

## Die Vichy-französischen Streitkräfte

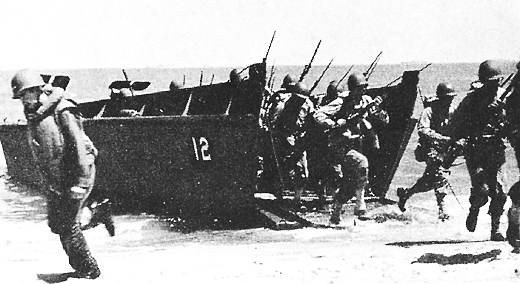
US-Soldaten verlassen ein Higgins-Landungsboot (LCVP).

Die französischen Verteidigungsstellungen um und in Fedala bestanden aus drei Küstenbatterien, darunter die rund fünf Kilometer nordöstlich des Hafens positionierte Batterie de Pont Blondin, welche über vier (drei einsatzbereite?) 13,86-cm-Geschütze verfügte (die maximale Reichweite dieser Kanonen lag bei rund 17 Kilometern), sowie die Batterie de Fedala (bestehend aus drei 10-cm-Geschützen), die unmittelbar den Hafen direkt schützte und die deswegen auch als Batterie du Port bezeichnet wurde. Ferner befand sich eine leichtere Batterie mit zwei 7,5-cm-Kanonen auf der dem Hafen vorgelagerten Landzunge des Cap de Fedala (auch Batterie des Passes genannt). Die Batteriestellungen waren von zahlreichen kleineren Bunkern und offenen Gefechtsständen umgeben, die teils mit leichten Maschinengewehren, teils auch mit einigen wenigen schweren 13,2-mm-Fla-MG des Modells Hotchkiss und mit Scheinwerfern bestückt waren. Insgesamt belief sich die Truppenstärke der Franzosen in Fedala auf etwa 2.500 Mann.
Die Truppen in Fedala selbst verfügten daneben noch über drei völlig veraltete Renault-FT-Panzer. In Casablanca, etwa 25 Kilometer entfernt, standen mit dem 1er Régiment de Chasseurs d’Afrique (1er RMCA) einer der wenigen kampfstärkeren Truppenverbände (der über rund 40 Panzer der allerdings ebenfalls bereits veralteten Modelle Hotchkiss H-39 und Renault R-35 verfügte) sowie rund 4.400 weitere französische Soldaten.

Daneben waren etwa 80 Flugzeuge (davon 37 mittlere Bomber des Typs Lioré & Olivier LeO 451 und rund 40 Jagdmaschinen Dewoitine D.520) auf nahen Flugfeldern im Umland einsatzbereit, welche in der Lage waren, das Kampfgebiet innerhalb weniger Minuten zu erreichen. In Casablanca selbst war zudem eine Bomberstaffel mit elf zweimotorigen Douglas DB-7 stationiert. Eine weitere Staffel der französischen Marineflieger mit neun Glenn-Martin 167F operierte ferner von Port-Lyautey aus. 

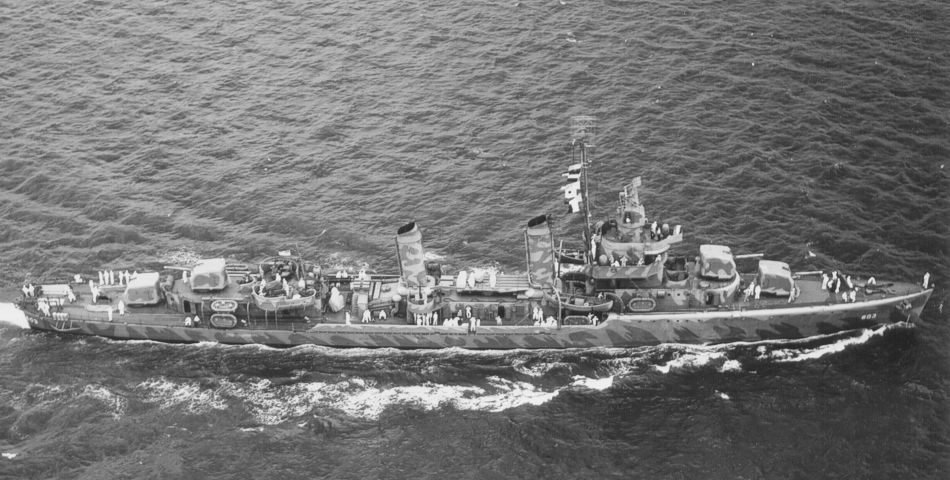
Der US-Zerstörer Murphy, welcher während der Landung durch Küstenbatterien beschädigt wurde.

## Die Landung
Um einen Überraschungseffekt zu gewährleisten und auch weil man auf alliierter Seite annahm, dass die Franzosen möglicherweise keine Gegenwehr leisten würden, verzichteten die Amerikaner auf einen einleitenden Beschuss der Uferbefestigungen. In völliger Finsternis und bei böigem Wind näherten sich ab 4.00 Uhr morgens die ersten Landungsboote der Küste. Entlang des etwa fünf Kilometer langen Sandstreifens zwischen dem Hafen von Fedala und Pont Blondin, der in vier Invasionsabschnitte (RED 2, RED 3, BLUE 1 und BLUE 2) eingeteilt war, sollten drei Regimentslandegruppen (Regimental Landing Groups, RLG) anlanden. Der böige Wind, leichter Regen und die Dunkelheit erschwerten jedoch die Ausschiffung von den Transportern auf die Landungsboote stark, wodurch der Zeitplan in Verzug geriet. Zudem war der vorgeschobene Zerstörer Wilkes, der den Landungsbooten als Orientierungspunkt dienen sollte, infolge des Windes zu weit nach Südwesten abgedriftet. Dies führte dazu, dass zahlreiche Landungsfahrzeuge ebenfalls nach Süden auswichen und dort auf Untiefen aufliefen. Die erste Welle, bestehend aus 116 Landungsbooten, büßte infolgedessen 62 ihrer Fahrzeuge auf Untiefen und Riffen ein. Von den anfangs 25 LCVP des Transporters Charles Carroll waren nach der ersten Fahrt zum Strand nur noch sieben einsatzbereit.
Die ersten US-Soldaten, Teile des 1. Bataillons des 7. Regiments der 3. US-Infanteriedivision, erreichten um 5.00 Uhr morgens etwa zwei Kilometer nordöstlich von Fedala das Ufer. Viele Soldaten mussten die letzten Meter zum Strand schwimmen, da viele der Landungsboote aufgelaufen waren, und erreichten völlig durchnässt und teils ohne Ausrüstung das Ufer. Ob der nicht genau gesicherten Lage schwiegen die französischen Küstenbatterien zunächst noch, doch begannen etwa ab 5.20 Uhr Suchscheinwerfer das Ufer zu beleuchten. Unmittelbar darauf kam es zu ersten Schusswechseln zwischen US-Soldaten und senegalesischen Patrouillen am Strand.
Ein Platoon des 1. Bataillons drang gegen 6.00 Uhr in Fedala ein und erreichte das Hotel Miramar, in welchem auch der für die Vichy-Truppen in Marokko zuständige Zweig der deutschen Waffenstillstandskommission saß. Die dort anwesenden zehn deutschen Soldaten und Offiziere waren bei den ersten Schusswechseln am Strand geflohen, ihr Wagenkonvoi fuhr jedoch um 6.17 Uhr auf einer aus der Stadt hinaus führenden Straße einem anderen US-Platoon in die Hände und wurde mit vorgehaltenen Waffen zum Anhalten gezwungen. Alle zehn Wehrmachtsangehörigen wurden von den Amerikanern gefangen genommen. Bis etwa 6.00 Uhr erreichten knapp 3.500 US-Soldaten das Ufer.

### Die Gefechte um die Küstenbatterien
Nach den ersten Feuergefechten in Strandnähe eröffneten um 6.04 Uhr sowohl die Batterien bei Fedala als auch die Batterie de Pont Blondin das Feuer. Der Leichte Kreuzer Brooklyn sowie drei Zerstörer erwiderten daraufhin ab 6.20 Uhr den Beschuss, konnten die Batterien aber zunächst nicht ausschalten, da die Schiffe wegen des präzisen Feuers der Küstengeschütze, die bereits nach fünf Minuten den Leichten Kreuzer eingabelten, oft den Kurs wechseln und sich einnebeln mussten. Um 6.45 Uhr wurde der Zerstörer Murphy von einer 13,86-cm-Granate getroffen, die im Steuerbord-Maschinenraum explodierte und drei Mann tötete. 25 weitere Crewmitglieder erlitten Verletzungen. Der Zerstörer legte daraufhin einen Rauchschleier, zog sich vom Kampffeld zurück und wurde durch den Zerstörer Ludlow ersetzt. Da in der Stadt bereits Vorausgruppen operierten, mussten die Beschießungsschiffe ihr Feuer immer wieder unterbrechen, da Granaten auch auf bereits kontrolliertes Gebiet fielen. Hierdurch zog sich das Artillerieduell mit den Batterien erheblich in die Länge.

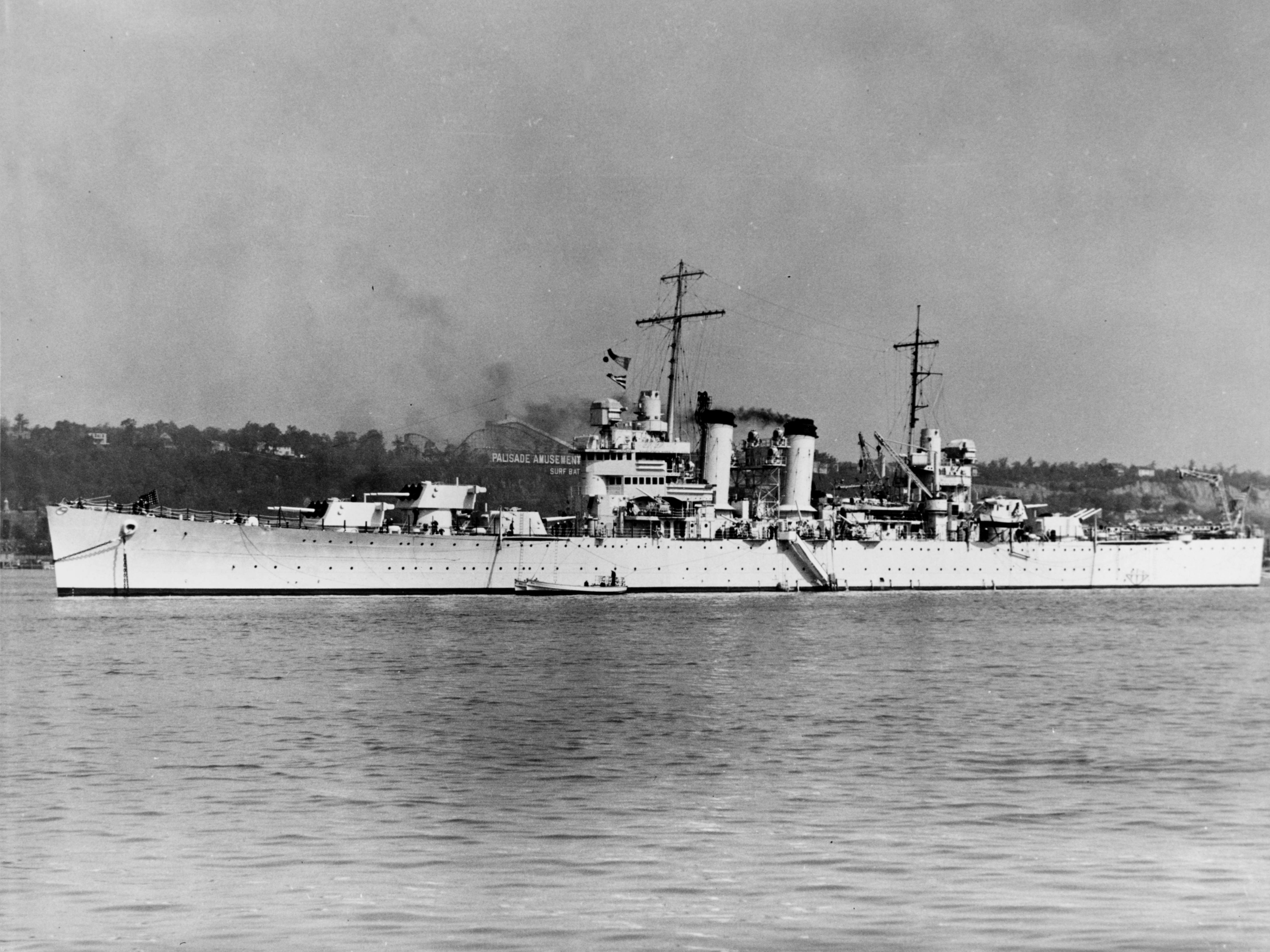
Leichter Kreuzer Brooklyn

Gegen 9.00 Uhr morgens traf eine 15,2-cm-Granate der Brooklyn die Befehlsstelle der Feuerleitung der Batterie Pont Blondin. Zudem zerstörte ein Volltreffer eines der 13,86-cm-Geschütze, warf es von der Lafette und brachte einen daneben liegenden Stapel Kartuschen zur Explosion. Es waren dies die einzigen beiden direkten Wirkungstreffer, die auf dem Batteriegelände erzielt wurden. Rund 20 französische Soldaten wurden durch die Treffer und die nachfolgenden Explosionen getötet oder verwundet. Das daraus resultierende Durcheinander ausnutzend, stürmten die Amerikaner die Anhöhe und eroberten nach kurzem Feuergefecht gegen 9.30 Uhr das Batteriegelände. 72 französische Soldaten wurden dabei gefangen genommen.
Währenddessen hatte der Schwere Kreuzer Augusta die Batterie du Port mehrfach mit seinen schweren 20,3-cm-Geschützen beschossen, weswegen die Batterie gegen 7.25 Uhr zunächst das Feuer eingestellt hatte; eine der 10-cm-Kanonen war auch um 7.10 Uhr durch einen Volltreffer zerstört worden. Etwa ab 8.30 Uhr eröffnete die Batterie jedoch erneut, wenngleich auch nur unregelmäßig, das Feuer auf die Landestrände. Einige Granaten des Kreuzers hatten jedoch auch einen Öltank im Hafengebiet getroffen, weswegen dichter Rauch von den dortigen Bränden das Zielen erschwerte. Infolgedessen gelang es nicht, die Batterie niederzukämpfen. Der sporadische Beschuss wurde erst gegen 11.00 Uhr beendet, nachdem die Batteriebesatzung vor sich nähernden US-Soldaten kapituliert hatte, wobei 22 weitere französische Soldaten gefangen genommen werden konnten.
Die beiden letzten noch feuernden französischen Geschütze, die beiden 7,5-cm-Kanonen der Batterie de Passes, wurden um 11.30 Uhr von vier M3 Stuart-Panzern des 756. US-Panzerbataillons sowie von einer Kompanie Infanterie frontal angegriffen und innerhalb weniger Minuten zur Aufgabe gezwungen. Um 11.40 Uhr schwiegen alle französischen Batterien. Der französische Widerstand auf dem Cap de Fedala erlosch gegen 14.00 Uhr endgültig, als die letzten Bunker von den Amerikanern von der Landseite her mit angelandeten Mörsern und 75-mm-Pack-Haubitzen beschossen wurden.

### Luftkämpfe
Mit dem Beginn der Morgendämmerung, etwa gegen 6.15 Uhr, starteten vom Deck der Ranger 24 Jagdflugzeuge F4F Wildcat. Der Träger stand zu diesem Zeitpunkt etwa 45 Kilometer westnordwestlich von Fedala. Beinahe gleichzeitig erschienen über den Landestränden französische Dewoitine D.520 und beschossen die Landungsboote im Tiefflug. Die Verluste hierdurch waren aber sehr gering. Bei den nachfolgenden Luftkämpfen, die sich bis 7.00 Uhr hinzogen, gingen 7 französische und 5 amerikanische Flugzeuge verloren. Zudem gerieten bei Luftangriffen auf nahe französische Flugfelder zwei SBD Dauntless-Sturzkampfbomber und zwei Grumman TBF durch Jägerabwehr und Beschuss vom Boden aus in Verlust. Im Gegenzug wurden aber zahlreiche französische Maschinen auf den Flugplätzen zerstört, so verlor bei einem US-Angriff alleine die nahe Port-Lyautey stationierte Aéronavale-Staffel sieben von neun einsatzbereiten Glenn-Martin-Bombern.
Nach den anfänglichen Attacken wurden die Aktivitäten der Vichy-französischen Luftwaffe denn auch rasch schwächer. Lediglich gegen 11.00 Uhr erfolgte ein letzter Luftangriff von mehreren einzeln anfliegenden LeO-451-Bombern auf die Landeköpfe, wobei aber erneut nur geringe Verluste und Schäden entstanden.
Insgesamt gingen am 8. November im Raum Fedala bei Luftkämpfen und bei Angriffen gegen Bodenziele mindestens 9 Flugzeuge der Ranger und etwa 30 französische Maschinen verloren (die Verlustzahlen auf französischer Seite sind nicht genau gesichert). Mindestens drei US-Besatzungen gelten als vermisst, eine weitere wurde für tot erklärt. Insgesamt dürften sich die Verluste beim Flugpersonal bei den Amerikanern auf 4 bis 6 Piloten, Bordschützen und Navigatoren belaufen. Die Piloten von drei der fünf abgeschossenen Wildcat-Jäger konnten sich mit dem Fallschirm retten. Über die Personalverluste auf französischer Seite ist nichts Genaueres bekannt, sie dürften bei mindestens 30 Mann liegen (wobei aber anzunehmen ist, dass die Crews der am Boden in Brand geschossenen Maschinen sich zum überwiegenden Teil retten konnten).

### Die Eroberung der Stadt
Die französischen Truppen in Fedala leisteten, nachdem die Küstengeschütze ausgeschaltet waren, nur noch sehr geringen Widerstand und zogen sich, soweit möglich, nach Casablanca zurück. Bis etwa 15.00 Uhr endeten die letzten Feuergefechte, die von einer motorisierten Einheit auf dem Abzug bestritten wurden, in den Außenbezirken. Die drei in der Stadt sich befindenden alten Renault FT-Panzer wurden von US-Soldaten in aufgegebenem und demoliertem Zustand aufgefunden. Gegen 13.20 Uhr ging Major General Patton bei Fedala an Land und begann mit einer Inspektion des Hafens und der Stadt. Zudem wurden ab 14.30 Uhr auch die ersten US-Panzer direkt im Hafen ausgeladen. Bis zum Abend des 8. November waren etwa 17.000 amerikanische Soldaten angelandet worden und war das Stadtgebiet vollständig in US-Hand, allerdings verzögerte sich wegen des Verlustes an Landungsbooten die Nachführung des Nachschubs und der Fahrzeuge, so dass bis zum Abend lediglich etwa ein Drittel aller Fahrzeuge und nur 2 % des benötigten Nachschubs angelandet waren.
Bereits in den Mittagsstunden hatten die Amerikaner begonnen, ihre Position zu sichern. So legte der Minenleger Miantonomah bereits ab 13.00 Uhr nordöstlich von Fedala eine Defensivminensperre. Auf dieser Minensperre ging wahrscheinlich in der Nacht des 8./9. November (oder erst am 16./17. November?) das zuvor aus Casablanca ausgelaufene vichy-französische U-Boot La Sibylle verloren. Im Verlauf des Nachmittags und in den Nachtstunden begannen erste Einheiten der 3. US-Infanteriedivision in Richtung Casablanca vorzurücken, so dass am Morgen des 9. November die Vorausabteilungen bereits bis auf etwa 15 Kilometer an die Stadt herangekommen waren.

## Verluste
Insgesamt hatten die Amerikaner bei der Eroberung von Fedala am 8. November nur geringe Verluste zu verzeichnen. So waren bei den Landungskräften 36 Soldaten getötet und 113 verwundet worden. Zudem hatte es vier bis sechs Gefallene beim Flugpersonal gegeben. Die Gesamtanzahl an Verwundeten bei allen Waffengattungen (zusammengefasst) lag bei 135. Empfindlicher hingegen waren die Materialverluste, vor allem unter den Landungsbooten. So waren 185 Landungsfahrzeuge, darunter 16 Panzerlandungsboote, verloren gegangen, fast alle durch Strandung. Alleine die 3. US-Infanteriedivision büßte rund zwei Drittel aller ihrer Higgins-Boote mitsamt der Ausrüstung ein. Diese Verluste beeinträchtigten in den nachfolgenden Tagen die Anlandung weiterer Truppen und den Nachschubverkehr zwischen dem Ufer und den Schiffen. Daneben waren mindestens 9 US-Flugzeuge bei den Gefechten über und um Fedala an diesem Tag abgeschossen worden. Ferner war der Zerstörer Murphy durch einen Granattreffer beschädigt worden. Der schwerste Verlust ereilte die US-Streitkräfte erst nach der Einnahme der Stadt beziehungsweise am 11. November 1942, als auf der Reede vor Fedala das deutsche U-Boot U 173 den Transporter Joseph Hewes torpedierte und versenkte, wobei 100 Soldaten und Besatzungsangehörige starben. Zudem gelang es dem gleichen U-Boot den Zerstörer Hambleton sowie den Tanker Winooski und den Frachter Electra durch Torpedoschüsse zu beschädigen.
Auf französischer Seite hatte es etwa 50 Tote und 130 Verwundete auf Seiten der Landtruppen gegeben. Dazu kamen noch einmal schätzungsweise 30 Tote beim fliegenden Personal sowie die gesamte Besatzung des U-Bootes La Sibylle (39 Mann). Zudem waren rund 150 Soldaten gefangen genommen worden. Insgesamt waren nur etwa 400 bis 500 französische Soldaten (von 2.500) direkt in Gefechte mit amerikanischen Einheiten verwickelt gewesen. Die Materialverluste umfassten zehn Küstengeschütze, mindestens drei Panzer, ein U-Boot sowie rund 30 Flugzeuge. Zudem waren zehn Deutsche, die Angehörigen der Waffenstillstandskommission im Miramar-Hotel, in Gefangenschaft geraten.

## Auswirkungen
Die schnelle Eroberung Fedalas innerhalb von nicht einmal zwölf Stunden waren die Stadt und der Hafen sowie die angrenzenden Gebiete in amerikanischer Hand, ermöglichten in den beiden darauffolgenden Tagen die ebenso schnelle Einkreisung und die den alliierten Feldzug in Marokko entscheidende Eroberung von Casablanca mit nur verhältnismäßig geringen eigenen Verlusten.